# L'Abergement-de-Cuisery
L'Abergement-de-Cuisery é uma comuna francesa na região administrativa de Borgonha-Franco-Condado, no departamento de Saône-et-Loire. Estende-se por uma área de 7,95 km². Em 2010 a comuna tinha 812 habitantes (densidade: 102,1 hab./km²).